# Ian Shanks
Ian Alexander Shanks (* 22. Juni 1948)  ist ein britischer Elektroingenieur.
Shanks studierte Elektrotechnik an der Universität Glasgow mit dem Abschluss 1970 und wurde 1976 promoviert (beim Council of National Academic Awards, CNAA), während er beim Royal Signals and Radar Establishment (RSRE) in Malvern an Flüssigkristallen forschte. Ab 1982 war er bei Unilever (UK Central Resources Ltd., CRL, in Bedford), wo er die Technologie für die heute massenhaft verwendeten Blutzuckermessgeräte entwickelte, mit einer Kapillarzelle und Elektroden, die mit Glucoseoxidase beschichtet sind. Ein entsprechendes Patent wurde 1990 erteilt. Shanks war Leiter der Abteilung Physik und Ingenieurwesen bei CRL, verließ die Firma aber 1986 um Chefwissenschaftler eines multinationalen Unternehmens zu werden, was er bis 1994 blieb. Shanks war danach wieder bei Unilever als Vizepräsident für Physik und Ingenieurwesen und ging dort 2003 in den Ruhestand. Um höhere Einnahmen aus dem Patent zu erhalten, verklagte Shanks 2005 Unilever, wurde zunächst abgewiesen, erhielt aber 2019 nach Verhandlung vor dem Supreme Court 2,5 Millionen Dollar. Das Urteil hat auch Auswirkungen auf ähnliche gelagerte Fälle und bestimmt die Auslegung des US-Patentgesetzes von 1977.
Er hält rund 70 Patente.
Er ist Fellow der Royal Society (1984), der Royal Society of Edinburgh, der Royal Academy of Engineering. Er erhielt die Royal Medal, 1984 die Clifford Paterson Medal and Prize des Institute of Physics und ist OBE (2012). Für 2025 wurde Shanks der Russ Prize zugesprochen.